# Het Huis Anubis

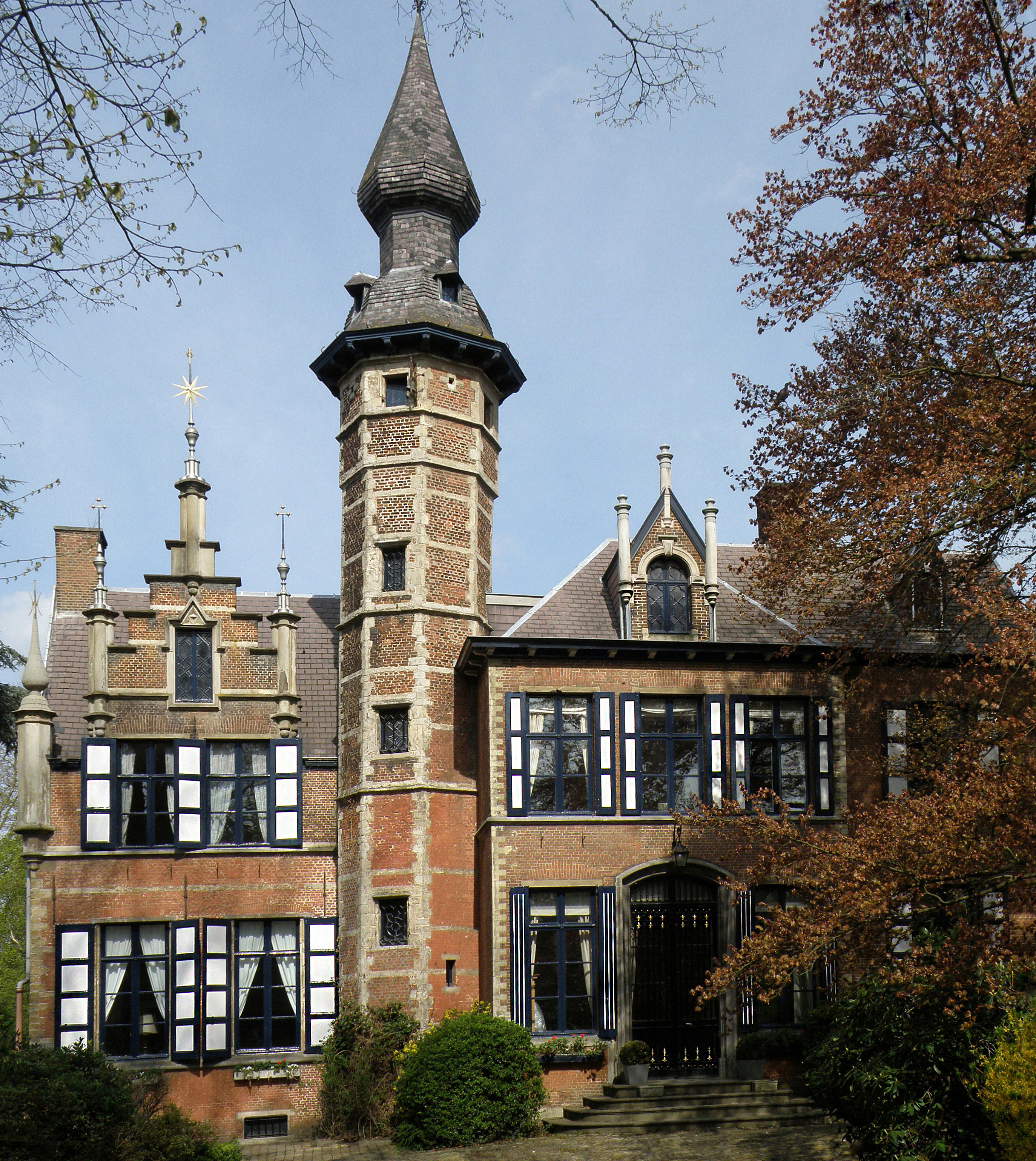
Das Landhaus Hof ten Dorpe in Mortsel, Belgien, vor dem die Außenaufnahmen am Haus Anubis stattfanden

Die Fernsehserie Het Huis Anubis ist eine Gemeinschaftsproduktion des belgischen Senders Studio 100 und Nickelodeon, die vom 26. September 2006 bis zum 4. Dezember 2009 mit großem Erfolg auf den Fernsehsendern Nickelodeon Nederland und Nickelodeon Vlaanderen gesendet wurde.

## Handlung
Het Huis Anubis ist ein Internat. Die jugendlichen Bewohner kommen nach und nach dem Geheimnis des Hauses auf die Spur, denn es handelt sich nicht um ein normales Haus.

## Erfolg
Die Serie erreichte durchschnittlich 35 % Marktanteil in der Zielgruppe von acht bis vierzehn Jahre und war damit 2007/2008 eine der erfolgreichsten Kinderserien in den Beneluxländern.

## Besetzung
| Originalname                    | Original Besetzung    | Folgen                 | Erstausstrahlung |
| ------------------------------- | --------------------- | ---------------------- | ---------------- |
| Nienke Martens                  | Loek Beernink         | 1–404                  | 2006–2009        |
| Patricia Soeters                | Vreneli van Helbergen | 1–336 355–370          | 2006–2009        |
| Fabian Ruitenburg               | Lucien van Geffen     | 2–404                  | 2006–2009        |
| Amber Rosenbergh                | Iris Hesseling        | 1–404                  | 2006–2009        |
| Mick Zeelenberg                 | Vincent Banic         | 1–404                  | 2006–2009        |
| Jeroen Cornelissen              | Sven de Wijn          | 2–404                  | 2006–2009        |
| Mara Sabri                      | Liliana de Vries      | 1–146                  | 2006–2007        |
| Appie Tahibi #1                 | Achmed Akkabi         | 1–291                  | 2006–2008        |
| Appie Tahibi #2                 | Kevin Wekker          | 292–404                | 2008–2009        |
| Joyce van Bodegraven            | Marieke Westenenk     | 59–63, 73 118, 124–370 | 2006, 2007–2009  |
| Noa van Rijn                    | Gamze Tazim           | 147–404                | 2007–2009        |
| Victor Emanuel Rodenmaar Junior | Walter Crommelin      | 1–404                  | 2006–2009        |

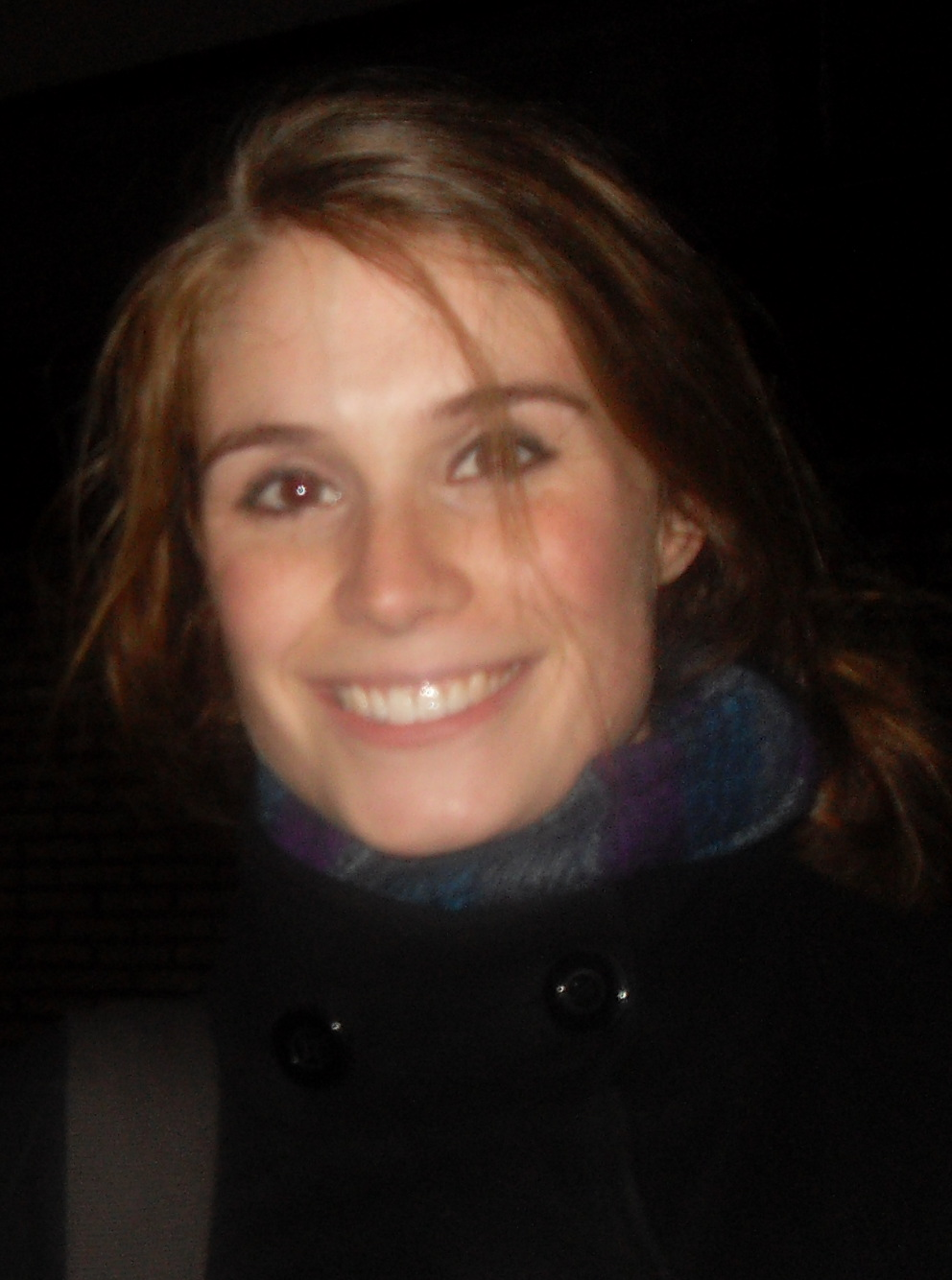
Loek Beernink spielt Nienke
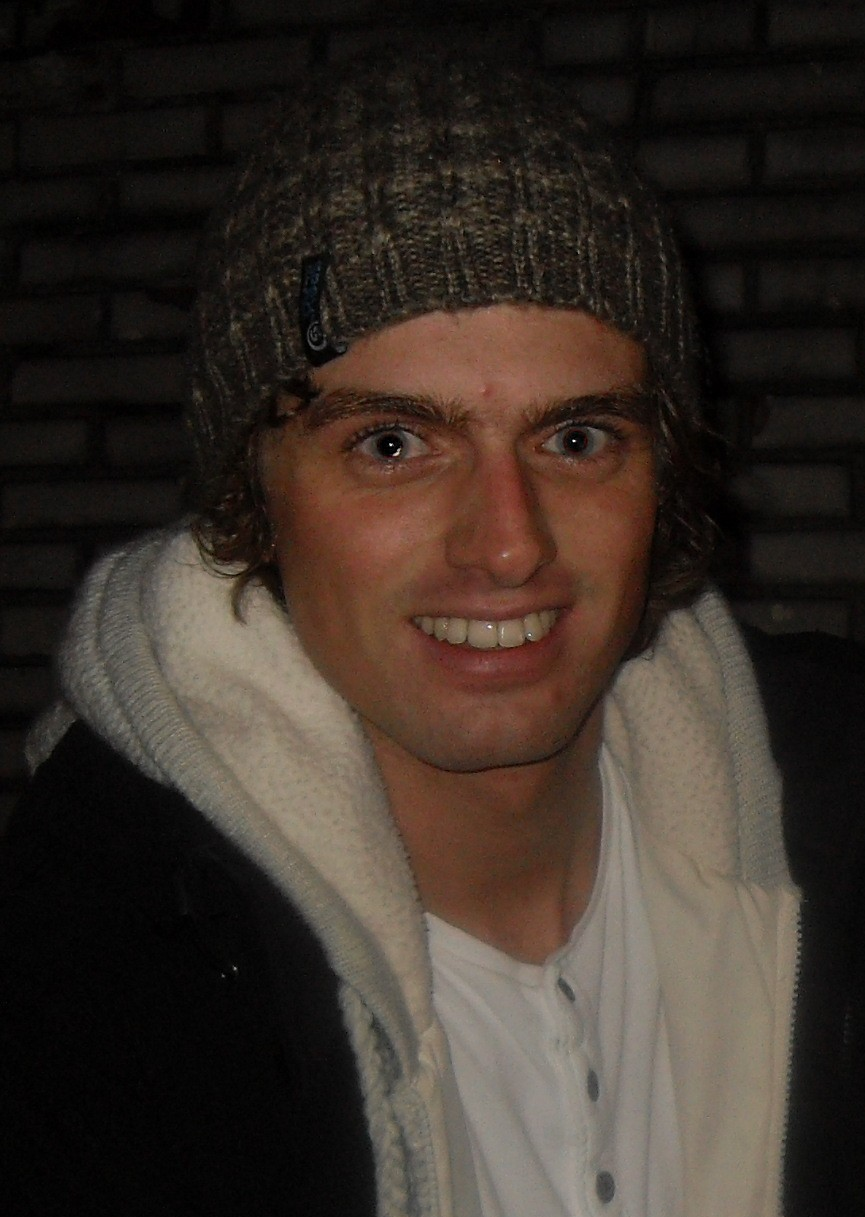
Lucien van Geffen spielt Fabian
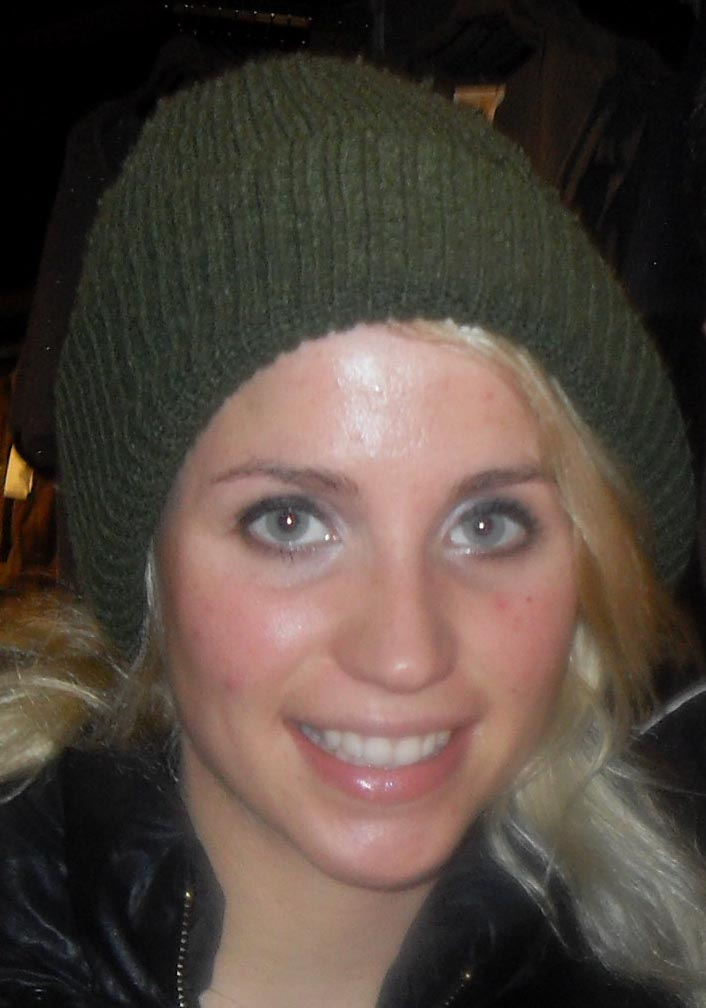
Iris Hesseling spielt Amber
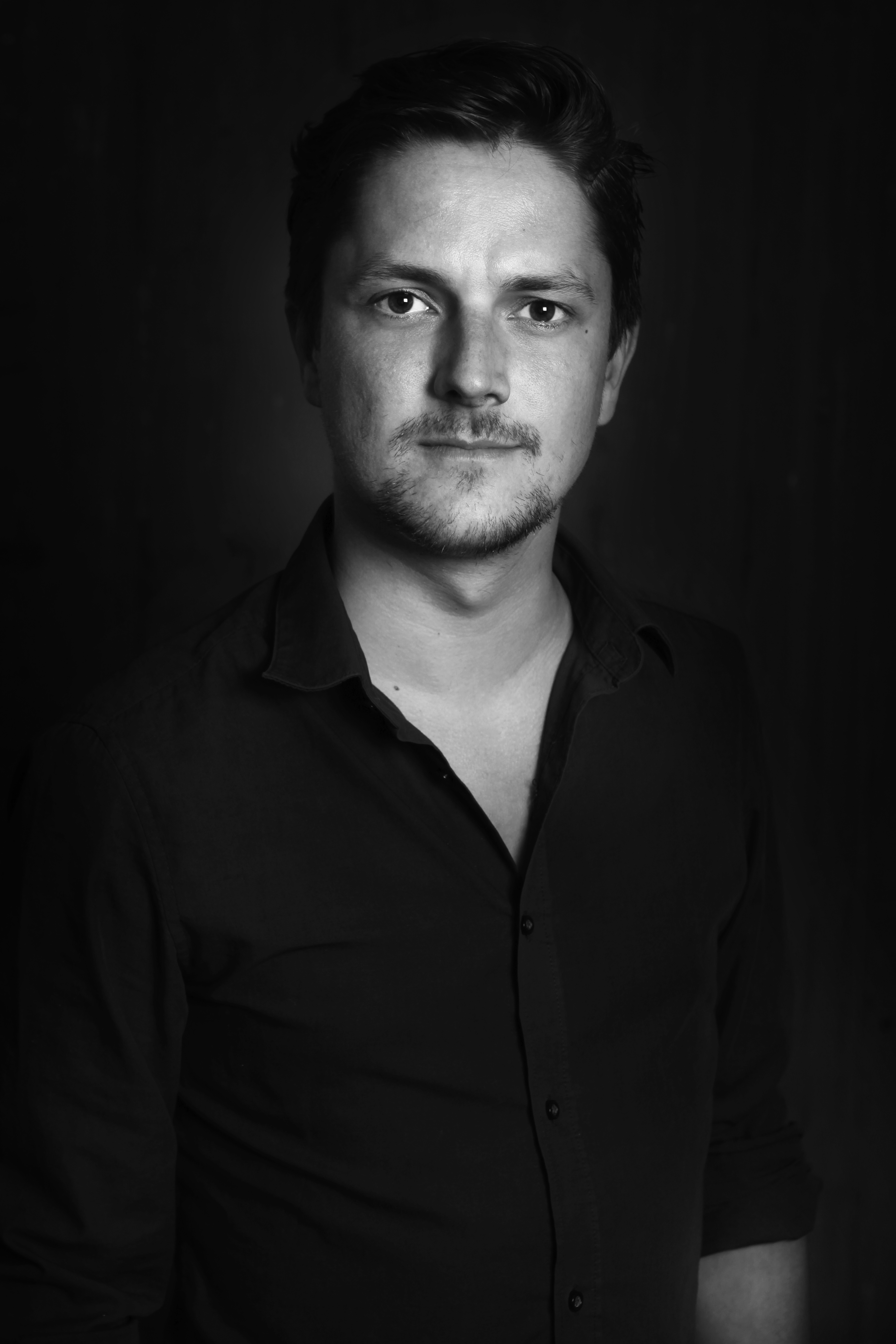
Sven de Wijn spielt Jeroen
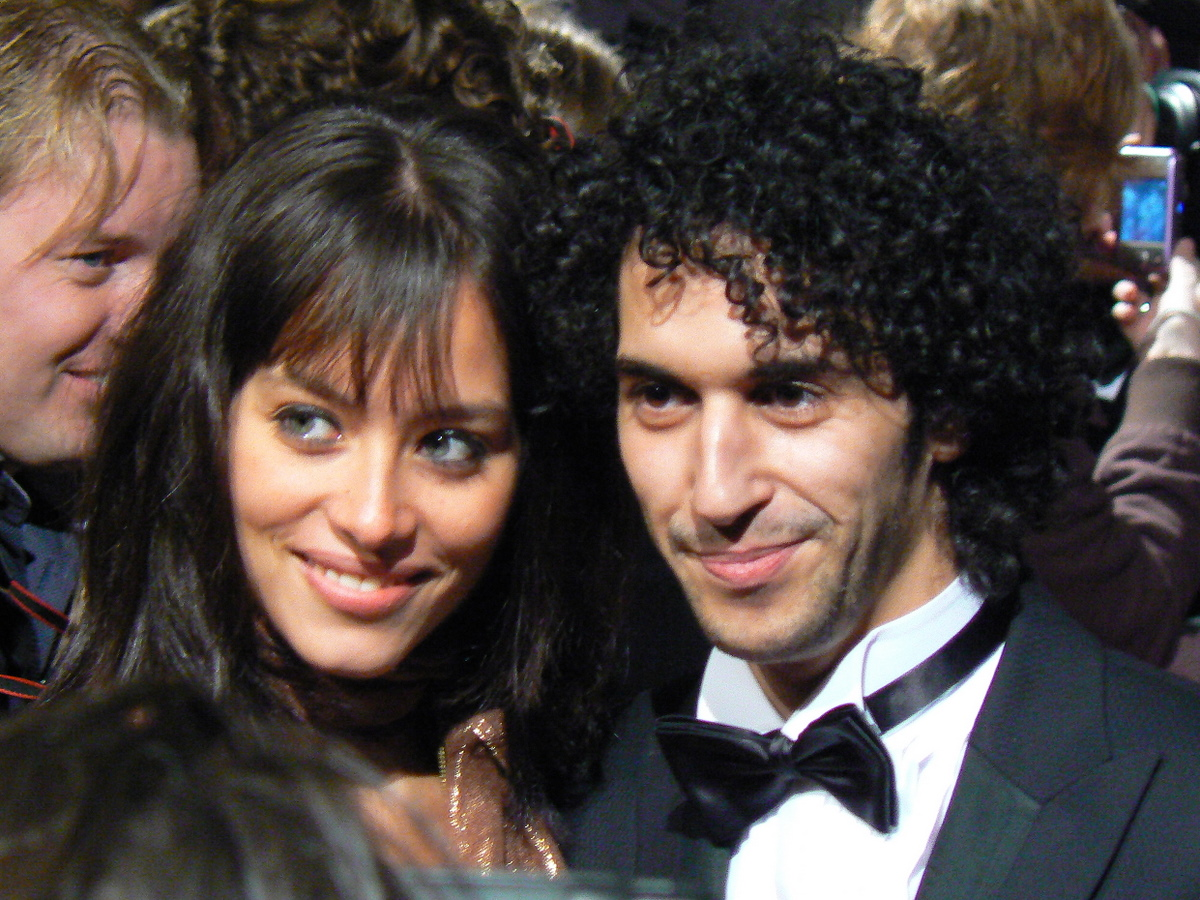
Liliana de Vries spielt Mara, Achmed Akkabi spielt Appie
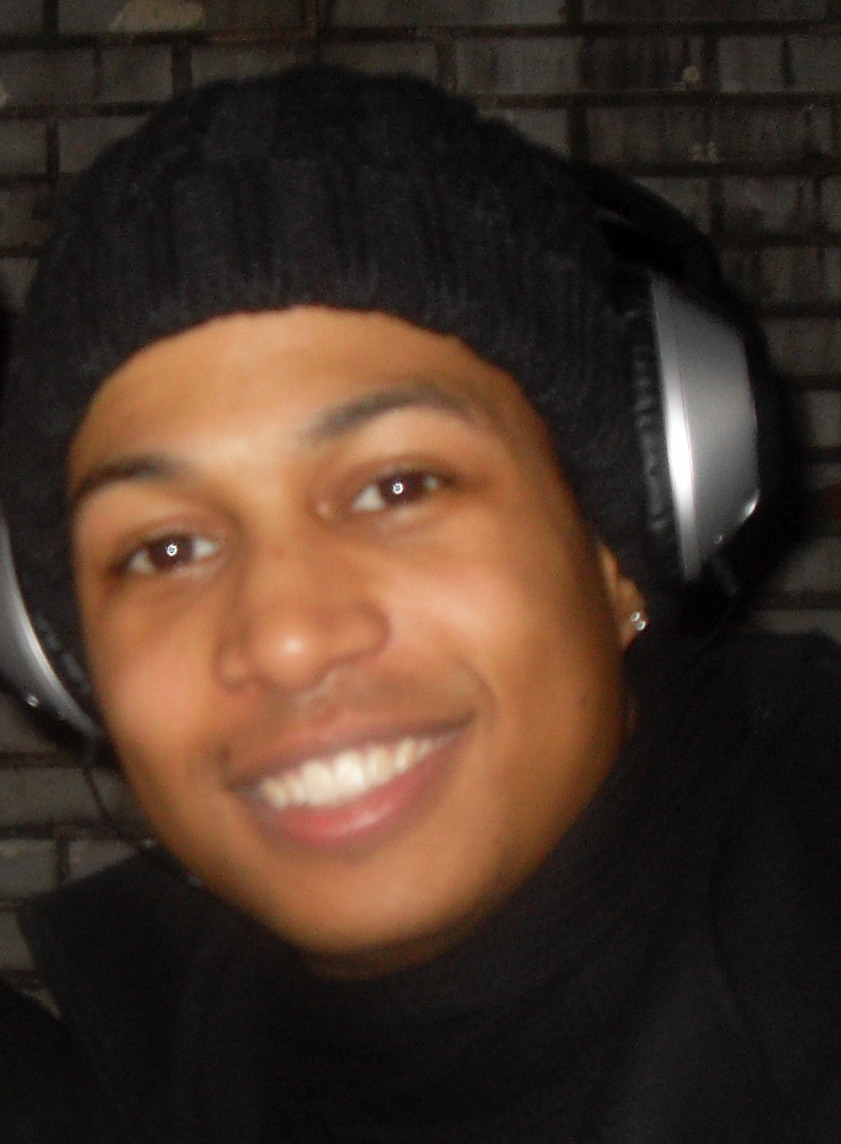
Kevin Wekker spielt Appie
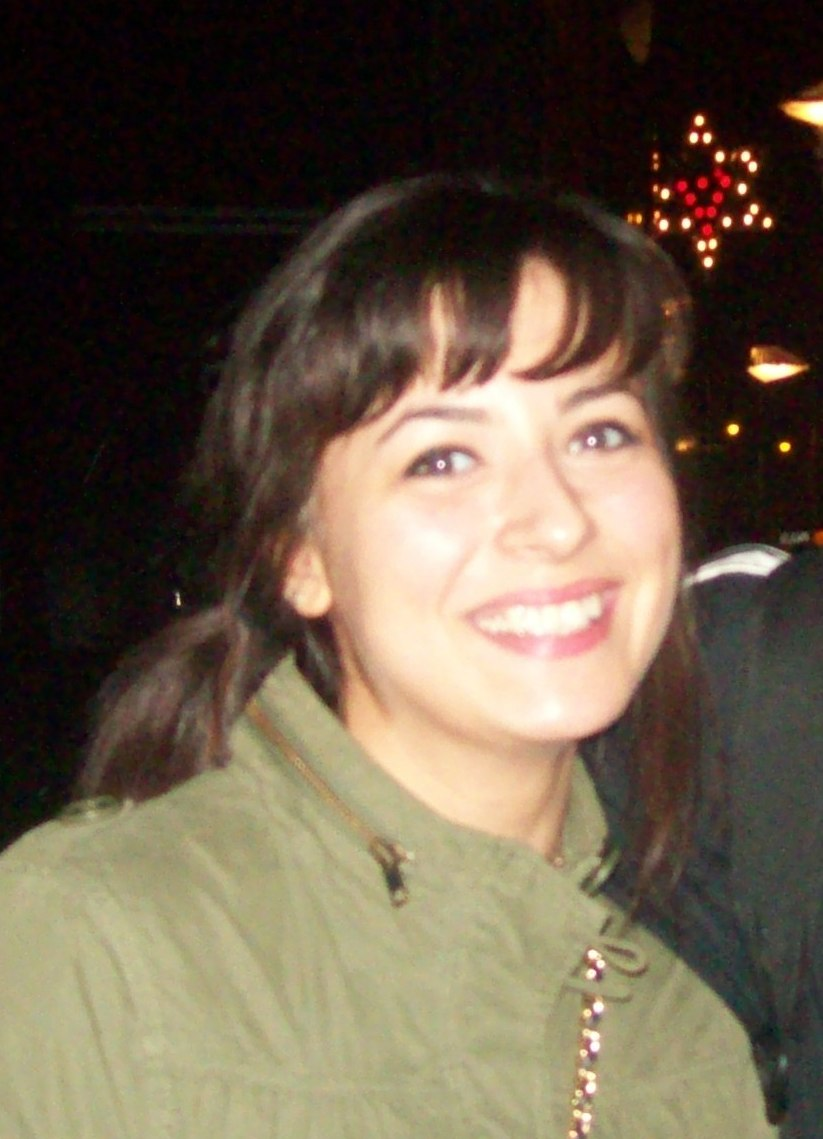
Gamze Tazim spielt Noa
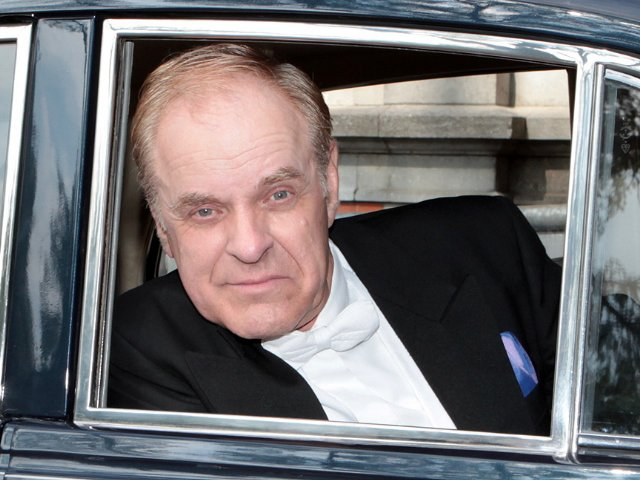
Walter Crommelin spielt Victor

## Ableger
Die Fernsehserie hat zahlreiche Ableger. So entstanden für den deutschsprachigen und englischsprachigen Markt eigene Serien (Das Haus Anubis 2009–2012, House of Anubis 2011–2013), wobei die deutsche Serie in den Kulissen der Originalserie entstanden ist.
Als Übergang zur dritten Staffel wurde 2008 der Kinofilm Anubis en het pad der 7 zonden (dt. Anubis und der Pfad der 7 Sünden) produziert. Mit 700.000 Besuchern wurde er einer der erfolgreichsten Kinofilme in den Niederlanden. Es folgten Anubis en de wraak van Arghus (2009) und Het huis Anubis en de terugkeer van Sibuna (2010).
Außerdem wurde 2007 ein 30-minütiges Musikspecial gesendet.

## Soundtrack
Hauptdarstellerin Loek Beernink veröffentlichte unter ihrem Rollennamen Nienke im Januar 2007 das von ihr eingespielte Titellied der Serie als Single und erreichte damit die Spitze der niederländischen Top 40.

## Ausstrahlung in anderen Ländern
Während im deutsch- und englischsprachigen Raum ausschließlich die dortigen Serienableger gesendet wurden, wurde Het Huis Anubis
seit dem 28. September 2010 in Dänemark und Schweden unter dem Namen Huset Anubis ausgestrahlt. Der Titelsong wird in der dänischen Sprachfassung von Julie Lund gesungen, die auch die Rolle der Nienke synchronisiert. In Mexiko wurde Het Huis Anubis auf dem Sender Once TV unter dem Titel La Casa De Anubis ausgestrahlt, später aber wie auch in den anderen Ländern Lateinamerikas von House of Anubis abgelöst.

## DVD-Veröffentlichungen
In Belgien und den Niederlanden wurde die Serie auf DVD veröffentlicht:
- Staffel 1.1 mit den Folgen 1 bis 61
- Staffel 1.2 mit den Folgen 62 bis 114
- Staffel 2.1 mit den Folgen 115 bis 174
- Staffel 2.2 mit den Folgen 175 bis 234
- Staffel 3.1 mit den Folgen 235 bis 294
- Staffel 3.2 mit den Folgen 295 bis 354
- Staffel 4 mit den Folgen 355 bis 404

## Musicals
- Anubis en de Graal van de Eeuwige Vriendschap (Aufführungen von 20. Dezember 2008 bis 7. Februar 2009)
- Anubis en de Legende van het Spooktheater (Aufführungen von 18. November 2009 bis 17. Januar 2010 in den Niederlanden und 20. Januar 2010 bis 24. Januar 2010 in Belgien)
- Anubis en het Geheim van de Verloren Ziel